# Keli Mutu
Keli Mutu lub Kelimutu (indonez. Gunung Kelimutu) – tarczowy wulkan znajdujący się na indonezyjskiej wyspie Flores. Wysokość 1639 m n.p.m. W jego podzielonym na mniejsze fragmenty kraterze leżą trzy położone obok siebie jeziora: Tiwoe Alta Polo, Tiwoe Morei Kooh Fai i Tiwoe Ata Mboepoe.